# Fried Ervin
Fried Ervin (Budapest, 1929. szeptember 6. – Budapest, 2013. augusztus 5.) matematikus.
1964-től a televízió "Ki miben tudós" sorozatában ismerhették meg. 1970-ben doktorált matematika és számítástudományok tudományágban. Kutatási területe az algebra. Az ELTE Algebra és Számelmélet tanszékének professzora volt. Számos publikációja mellett sok egyetemi jegyzetet és tankönyvet írt.
Rendszeres előadója volt a Tényeket Tisztelők Társaságának.

## Könyvei
- Klasszikus és lineáris algebra 1977 ISBN 9631725162
- Általános algebra 1981 ISBN 9631755312
- Algebra I. Elemi és lineáris algebra 2000 ISBN 9631911764
- Algebra II. Algebrai struktúrák 2002 ISBN 9631925129

## Díjak és kitüntetések
- Szele Tibor-emlékérem (1979)
- Eötvös József-koszorú (2002)
- Szent-Györgyi Albert-díj (2010)